# Pongrácz Gáspár
Szentmiklósi és óvári Pongrácz Gáspár (? - Liptószentmiklós, 1766. június 25.) teológiai doktor, esztergomi kanonok.

## Élete
Pongrácz Dániel és Kiszely Zsófia fia. A teológiát a bécsi Pázmáneumban hallgatta.
1724-ben szentelték fel, majd csicsói plébános. 1726-tól Pápán működött. 1726-ban teologiai doktori lett. 1733-ban Berényi Zsigmond nála egyházlátogatást végzett, feljegyezte róla, hogy szorgalmas, példás életű pap, nagy könyvtárral. December 20-án esztergomi kanonokká nevezték ki. 1734-ben Nagyszombatba költözött, nemsokára besztercei apát és a királyi tábla tagja lett.
1740-től elmebetegként előbb Pozsonyba, majd Bécsbe vitték az irgalmasok házába. Betegsége gyógyíthatatlannak bizonyult, nagybátyja Pongrácz Antal vette magához Liptóba, ahol évi 600 forint és két hordó vörös bor fejében teljes ellátásban részesült. Haláláig nem jött rendbe.

## Műve
- 1733 Antidotum universale saluberrimum ac summe necessarium contra omnes morbos acatholicorum Hungariae. Tyrnaviae.

Több kézirata kiadatlan maradt. Bél Mátyás Bars vármegyéről szóló kiadványát bírálta.